# موکور (شهرستان آق‌سی)
موکور (به لاتین: Mukur) یک روستا در قرقیزستان است که در شهرستان آق‌سی واقع شده‌است. موکور ۱٬۷۰۲ نفر جمعیت دارد.